# Amazonetroepiaal
De Amazonetroepiaal (Icterus croconotus) is een zangvogel uit de familie Icteridae (troepialen).

## Verspreiding en leefgebied
Deze soort komt voor in het noordelijke, westelijke en zuidwestelijke Amazonebekken tot noordelijk Argentinië en telt 2 ondersoorten:
- Icterus croconotus croconotus: westelijk Amazonebekken.
- Icterus croconotus strictifrons: van oostelijk Bolivia en Paraguay tot het zuidelijke deel van Centraal-Brazilië en noordelijk Argentinië.